# Iso-Renkanen
Iso-Renkanen är en sjö i kommunen Saarijärvi i landskapet Mellersta Finland i Finland. Den är 1,9 meter djup. Arean är 41 hektar och strandlinjen är 3,79 kilometer lång. Sjön  ingår i Kymmene älvs huvudavrinningsområde.   Den ligger omkring 71 kilometer nordväst om Jyväskylä och omkring 280 kilometer norr om Helsingfors. 